# Bokermannohyla ahenea
Bokermannohyla ahenea é uma espécie de anfíbio da família Hylidae. Endêmica do Brasil, pode ser encontrada na Serra do Mar no estado de São Paulo.